# Scrobigera clymene
Scrobigera clymene là một loài bướm đêm trong họ Noctuidae.